# Le Gna
Le Gna est une pièce de théâtre de Pierre-Henri Loÿs ayant été jouée au Studio-Théâtre de la Comédie-Française en 2001.

## Résumé
Le Gna est une comédie apocalyptique qui met en scène deux enfants (Mô et Melle) confrontés à une épidémie fatale sous le regard d’un inactif adopté, un « i.a. », à la fois protecteur et bouc émissaire. Trois acteurs, mais plus de trois personnages pour un jeu macabre et sans fin dans un monde où les exclus sont parqués dans les églises, où l’on endort des bébés qui se grattent sur la comptine des virus, où l’on organise avec méthode le Grand Suicide de la race humaine sur un air de comédie musicale.

## Liste des personnages
- Le père
- La mère
- Mô (le fils)
- Melle (la fille)
- Le Gna (un homme, plus âgé)

## Édition
- Le Gna, éditions Michel de Maule, 2001  (ISBN 978-2-87623-100-9).

## Représentations

### Studio-Théâtre de la Comédie française[1]
La pièce a été jouée du 17 janvier au 4 mars 2001

#### Distribution
- Mô - le père : Jean-Pierre Michaël
- Melle - la mère : Florence Viala
- Le Gna : Michel Robin

#### Fiche technique
- Mise en scène : Anne-André Reille
- Costumes : Christine Rabot-Pinson
- Éclairages : Patrick Méeüs
- Producteur : Jean-Pierre Miquel
- Création : le 17 janvier 2001

### Carré 30 (Lyon)
Reprise en avril 2004

#### Distribution
- Mô - le père : Cédric Monnet
- Melle - la mère : Céline Betton
- Le Gna : Bernard Vergne

#### Fiche technique
- Mise en scène : Bernard Vergne
- Création lumières : John Ludal
- Musique : Olivier Angel

## Critiques
- « C’est un spectacle rare, car il est rare de trouver de la comédie dans les utopies et de l’humour dans les apocalypses » (Jean-Marc Sricker, France Inter, 4 février 2001)
- « Avec ce premier texte écrit pour le théâtre, l’auteur imagine un avenir aussi alarmant que parodique » (L'Express, 15 février 2001)
- « Alors que nous avons souvent l’impression de voir des dramatiques télévisées portées à la scène, la première pièce de Pierre-Henri Loÿs use d’un vocabulaire strictement théâtral » (Jacques Nerson, Valeurs actuelles, 2 février 2001)
- « Interprétée par les comédiens-français, une fable drôlatique qui nous promet un avenir d’apocalypse » (Les Échos, 5 février 2001)
- « Cette première pièce d’un auteur inconnu a su convaincre le comité de lecture de la Comédie-Française, et s’appuie davantage sur le langage, sur le jeu des fantasmes que sur de réelles péripéties... Les répliques valsent en rythme » (Télérama, 21 février 2001)